# GZA
Гері Ерл Грайс (англ. Gary Earl Grice; нар. 22 серпня 1966, Бруклін, Нью-Йорк, США) — американський репер, автор пісень, відомий під сценічним ім'ям GZA (укр. Джиза). Він є одним із засновників хіп-хоп колективу Wu-Tang Clan, є «духовним головою» групи і найстаршим учасником. Також є єдиним членом цього колективу, який встиг випустити сольний альбом до утворення гурту у 1991 році. Є двоюрідним братом RZA та Ol' Dirty Bastard.

## Кар'єра
Свій дебютний альбом Words from the Genius випустив у 1991 році, але платівка була провальною. Після цього GZA долучився до створення Wu-Tang Clan разом з кузенами.
Другий сольний альбом GZA, Liquid Swords 1995 року — стильна, витримана платівка, яка багатьма критиками визнана взагалі найкращою з усіх сольних робіт учасників гурту. Її відрізняють знаменита мальована обкладинка (два воїни з мечами на поверхні шахівниці) і абсолютно переплутаний трек-лист. На цьому диску RZA як бітмейкер запропонував «осінній», дощово-похмурий саунд, а Genius вразив енциклопедичністю та вивіреністю текстів, теми яких зачіпали як особисту браваду, так і спогади про дорослішання серед вуличного життя в Нью-Йорку та протистояння з гегемонією великих музичних корпорацій. GZA і далі протягом усієї кар'єри зарекомендував себе одним із найбільш технічних та освічених емсі, свої тексти він пише тижнями, піднімаючи інформацію за темою у книгах та інтернеті.
GZA випустив свій третій сольний альбом Beneath the Surface у 1999 році, з набагато м'якшим мелодійним звучанням, забезпеченим цього разу наближеними до RZA молодими бітмейкерами. Альбом викликав змішані почуття слухачів.
Після гідної участі на 3-й та 4-й платівках Клану, GZA випустив свій 4-й диск Legend Of The Liquid Sword у 2002 році. За традиційно високого рівня рим альбом містив музику змішаної якості і нічого до авторитету Генія не додав.
Зате в 2005 Джиза скооперувався з DJ Muggs з Cypress Hill, і вони вдвох записали концептуальний альбом GrandMasters, теми всіх треків якого пов'язує спільна нитка — захоплення артистів шахами. Альбом продемонстрував наближений до вінтажного вутанговський саунд (що починаючи з 2000 року траплялося з клановцями далеко не завжди) і затвердив Генія як чи не найкращого автора-текстовика у всьому традиційному хіп-хопі. Платівка викликала схвалення у фан-бази, завоювала артистам нових шанувальників і навіть продовжилася альбомом інструменталів, а потім альбомом реміксів.
Його останній альбом, Pro Tools, 2008 року повернувся до Кланівського звучання та повністю ігнорував модні на той момент тенденції у хіп-хопі. Заявлений слідом на початку 2010-х років наступний LP Dark Matter так і не побачив світ.
GZA є режисером багатьох кліпів Wu-Tang Clan.

## Дискографія

### Студійні альбоми
- Words from the Genius (1991)
- Liquid Swords (1995)
- Beneath the Surface (1999)
- Legend of the Liquid Sword (2002)
- Pro Tools (2008)

### Спільні альбоми
- GrandMasters (разом з DJ Muggs) (2005)

### Сингли
- Come Do Me (1991)
- Words From A Genius (1991)
- Who's Your Rhymin' Hero (1991)
- Pass The Bone (1994)
- I Gotcha Back (1994)
- Liquid Swords (1995)
- Cold World (1995)
- Shadowboxin' (1996)
- Crash Your Crew (1999)
- Breaker, Breaker (1999)
- Knock, Knock (2002)
- Fame (2002)
- General Principles (2005)

## Фільми
- Людина з залізними кулаками - 2012